# Nyegyelin-katasztrófa
A Nyegyelin-katasztrófa, más néven bajkonuri katasztrófa a Bajkonuri űrrepülőtér egyik indító állásán 1960. október 24-én történt rakétabaleset. Az R–16 (NATO-kódja: SS–7 Saddler) első generációs szovjet interkontinentális ballisztikus rakéta prototípusa az indítóállásban állva felrobbant, mert a rakéta második fokozata az indítási előkészületek közben egy rövidzárlat miatt váratlanul működésbe lépett. A balesetben számos katona, mérnök és technikus meghalt. A hivatalos dokumentumok 78 halálesetet említenek, ez vélhetően alábecsült adat. Szakértők 120 körülire becsülik a helyszínen meghalt, és 50 körülire a később kórházban meghalt áldozatok számát.

## Előzmények
A rakéta 1960 októberében indításra készen állt Tyura-Tam közelében az NIIP–5 jelű központi rakéta-kísérleti lőtéren (1961-től Bajkonuri űrrepülőtér). Mitrofan Nyegyelin marsall, a szovjet Hadászati Rakétacsapatok parancsnoka, és Mihail Jangel, a rakéta főkonstruktőre azt remélték, hogy a kísérlet még november 7. – a nagy októberi szocialista forradalom évfordulója – előtt megvalósítható. Az indítás előtti teszteket sikeresen és késedelem nélkül elvégezték. 
A rakéta magassága 30 méter, átmérője 3 méter, tömege 141 tonna volt. A hajtóanyag két komponensből (aszimmetrikus dimetil-hidrazin(en) és salétromsav) állt. E hajtóanyagot a tervezők az „ördög mérge” néven emlegették, mert rendkívül korrozív hatású, mérgező, és az égéstermékei is mérgezőek.

## Október 23.
A délutáni órákban a technikusok megsértettek egy membránt a rakéta első fokozatában, ezért az égéstérbe salétromsav szivárgott. Ez önmagában nem jelentett közvetlen veszélyt, de döntési kényszert okozott. A rakétát vagy 2 napon belül indítani kell, mielőtt még az üzemanyag korrodálja az égéstér falát, vagy az üzemanyagot le lehetett volna ereszteni és a sérült alkatrészeket kicserélni, ami viszont több hetes késedelmet okozott volna. Az első megoldást választották, a munkálatokat felgyorsították, és másnapra meghívták a katonai vezetőket a rakétaindítás megtekintésére. 

## Október 24.
Az indítás előtti előkészületek kapkodva zajlottak, az ellenőrzés szükséges lépéseit nem sorrendben, hanem egyidejűleg végezték el. Az üzemanyag programozható áramlásirányítóját a próba után nem kapcsolták vissza az indulási állásba. Ezt később egy technikus észrevette, és visszakapcsolta, de ez a kapcsolás zavart okozott az akkorra már bekapcsolt egyéb irányító berendezésekben. A rakéta második fokozata beindult. Az első fokozat üzemanyagtartályának falát átégette a második fokozat hajtóműve és az üzemanyag felrobbant. A közelben tartózkodó emberek azonnal meghaltak, a távolabb állók futva menekültek volna, de egy biztonsági kerítésbe ütköztek, így őket is elnyelte a gyorsan kialakuló tűzgömb. 
Nyegyelin marsall és mintegy 120 más ember a helyszínen meghalt. A főkonstruktőr, Mihail Jangel túlélte a katasztrófát. Az erős dohányos Jangel túlélését annak köszönhette, hogy a baleset előtt félrevonult dohányozni.
A közelben felállított kamerák automatikusan bekapcsoltak, és filmre  vették a katasztrófát.

## Az eltussolás

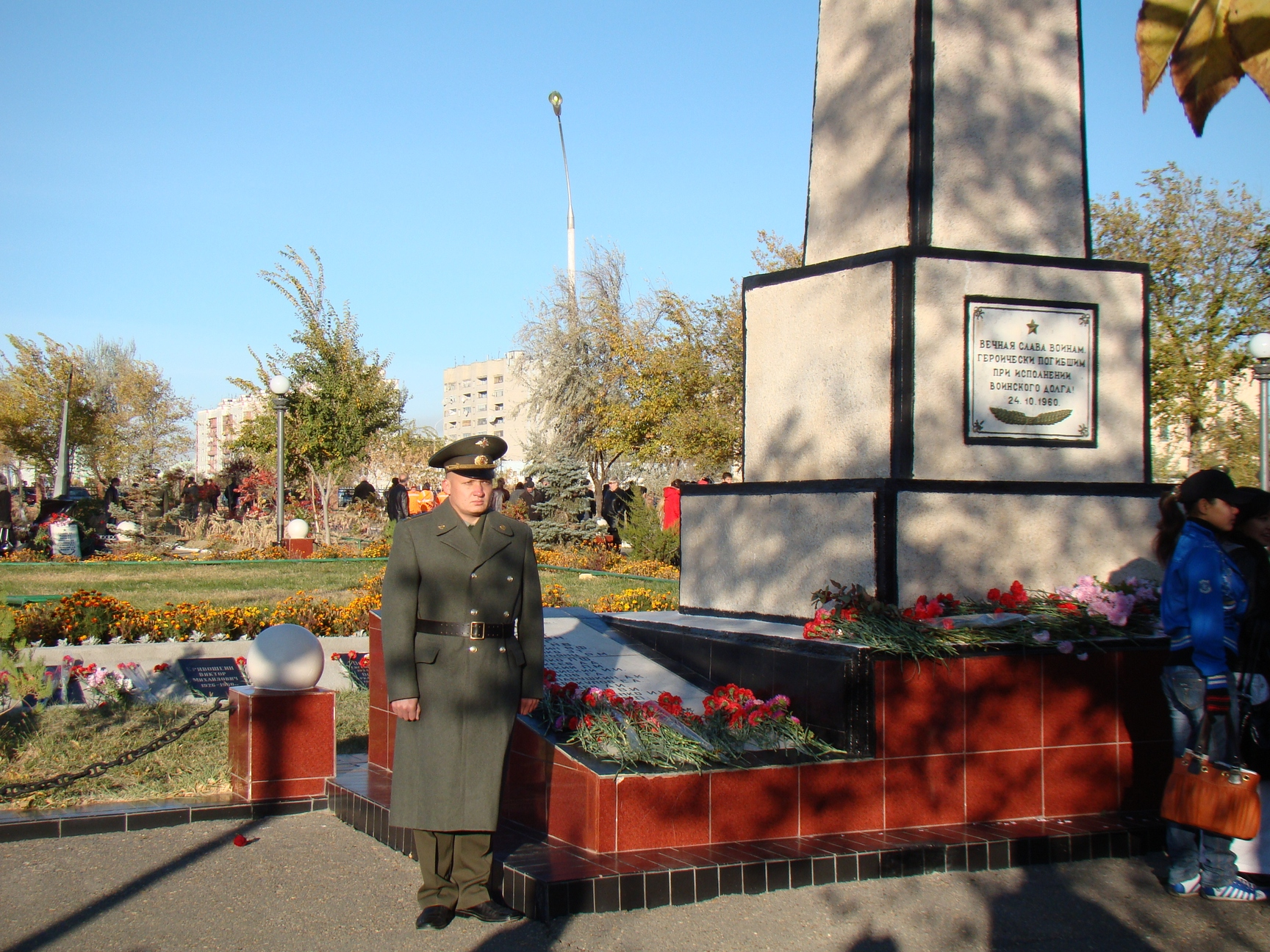
A katasztrófa emlékműve Bajkonurban

Nyikita Hruscsov azonnal elrendelte a teljes titoktartást és álcázást. A híradások bemondták, hogy Nyegyelin marsall repülőgépszerencsétlenség áldozata lett. Az érintett családokat utasították, hogy mindenkinek azt mondják, szeretteik ugyanebben a szerencsétlenségben hunytak el. Leonyid Brezsnyevet – a későbbi pártfőtitkárt – bízták meg a tényfeltáró bizottság vezetésével. A bizottság számos hibát talált, pl. az indító állás körül sok olyan ember is tartózkodott, akiknek távoli bunkerekben kellett volna lenniük. Állítólag Brezsnyev döntött úgy, hogy ne legyen felelősségre vonás, hiszen a "bűnösök már úgyis megbűnhődtek". 
Később Nyikita Hruscsov pártfőtitkár megkérdezte Jangelt: "Hát te miért vagy életben?" («А ты почему остался жив?»). Jangel azt mondta: "Elsétáltam cigizni. Az egész az én hibám." («Отошел покурить. Во всем виноват я»). Később szívinfarktust kapott, és ezzel hónapokig kezelték.
Az R–16 fejlesztését folytatták, majd 1961 novemberében megtörtént az első tesztindítás. Ez sem volt problémáktól mentes, a rakéta jelentősen letért a tervezett pályáról, de itt már baleset nem történt. 
A Nyegyelin-katasztrófa megtörténtét csak 1989 után ismerték el hivatalosan.